# Stéphane Caristan
Stéphane Caristan (ur. 31 maja 1964 w Créteil) – francuski lekkoatleta specjalizujący się w krótkich biegach płotkarskich, trzykrotny uczestnik letnich igrzysk olimpijskich (Los Angeles 1984, Seul 1988, Barcelona 1992). Sukcesy odnosił również w wieloboju.
Jego trenerem był m.in. niemiecki płotkarz Harald Schmid. Po zakończeniu zawodniczej kariery Stéphane Caristan był m.in. trenerem francuskiej sprinterki Christine Arron.

## Sukcesy sportowe
- czterokrotny mistrz Francji w biegu na 110 m ppł – 1983, 1984, 1985, 1986
- mistrz Francji w biegu na 400 m ppł – 1992[2]
- dwukrotny halowy mistrz Francji w biegu na 60 m ppł – 1986, 1987
- halowy mistrz Francji w pięcioboju – 1985[3]

| Rok  | Miasto       | Zawody                      | Konkurencja       | Wynik         |
| ---- | ------------ | --------------------------- | ----------------- | ------------- |
| 1984 | Los Angeles  | letnie igrzyska olimpijskie | bieg na 110 m ppł | 6. miejsce    |
| 1985 | Paryż        | Światowe igrzyska halowe    | bieg na 60 m ppł  | złoty medal   |
| 1986 | Stuttgart    | mistrzostwa Europy          | bieg na 110 m ppł | złoty medal   |
| 1987 | Indianapolis | halowe mistrzostwa świata   | bieg na 60 m ppł  | srebrny medal |
| 1992 | Barcelona    | letnie igrzyska olimpijskie | bieg na 400 m ppł | 7. miejsce    |

## Rekordy życiowe
- bieg na 60 metrów (hala) – 6,66 – Liévin 16/02/1991
- bieg na 50 metrów przez płotki (hala) – 6,67 – Paryż 14/12/1983
- bieg na 60 metrów przez płotki (hala) – 7,50 – Liévin 08/02/1987
- bieg na 110 metrów przez płotki – 13,20 – Stuttgart 30/08/1986 (wówczas rekord Europy)
- bieg na 400 metrów przez płotki – 48,86 – Barcelona 06/08/1992